# Església de l'Assumpció de Llucena
L'Església de l'Assumpció de Llucena (Alcalatén, País Valencià) és un temple catòlic del segle xviii, d'estil barroc, situat a la plaça d'Espanya, i seu d'una parròquia i de l'arxiprestat de Sant Vicent Ferrer del bisbat de Sogorb-Castelló.

## Història
L'anterior temple ja era inadequat en les darreries del segle xvii i és en 1702 quan es decideix la construcció de l'actual, que d'iniciar-se dos anys després s'endarrereix pels successos de la Guerra de Successió fins a 1724, on el 10 de març es col·loca la primera pedra. Les obres es perllonguen fins a 1739, sota la direcció dels mestres d'obres Pere Gonel i Mauro Esteller. La façana es finalitza en 1733.
En 1732 s'inicien les obres de la capella de la Comunió, que finalitzen el 14 de febrer de 1736, a mans de Pere Gonel, el qual ha de reparar el creuer en 1739 per un defecte constructiu.
El seu altar major, dedicat a la Verge de l'Assumpció, era obra dels germans Ochando i va ser destruït, gairebé en la seva totalitat, en 1936, així com la resta del mobiliari i els altres altars del temple.
És un Bé de Rellevància Local amb la categoria de Monument d'Interès Local per la Disposició Addicional Quinta de la Llei 5/2007, de 9 de febrer, de la Generalitat Valenciana, del Patrimoni Cultural Valencià.

## Arquitectura

### Estructura
La planta del temple presenta tres naus amb quatre trams, de més altura i amplària el central, sense creuer, amb presbiteri i absis. La nau central està coberta per volta de canó amb llunetes, les naus laterals per cúpules en cada tram, el presbiteri per volta bufada i l'absis amb volta de mocador sobre petxines.
A l'exterior, la coberta és a dos aiguavessos i, per tant, les finestres de la nau central, per damunt de les laterals, són cegues. La il·luminació sols es realitza per la façana.
L'interior s'articula mitjançant pilastres corínties amb el capitell decorat per querubins, les quals sostenen un entaulament continu amb el fris decorat per garlandes.

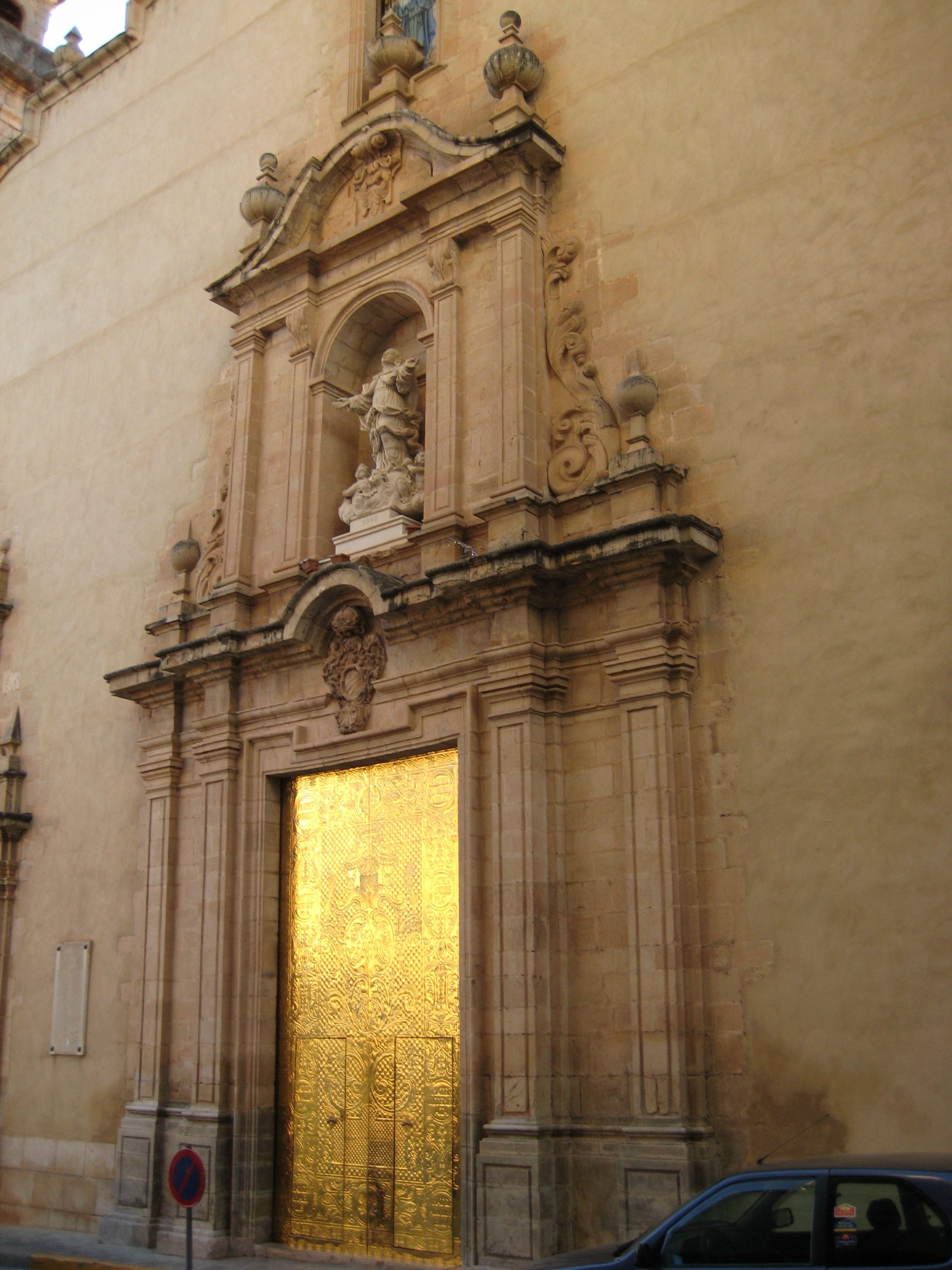
Portada central

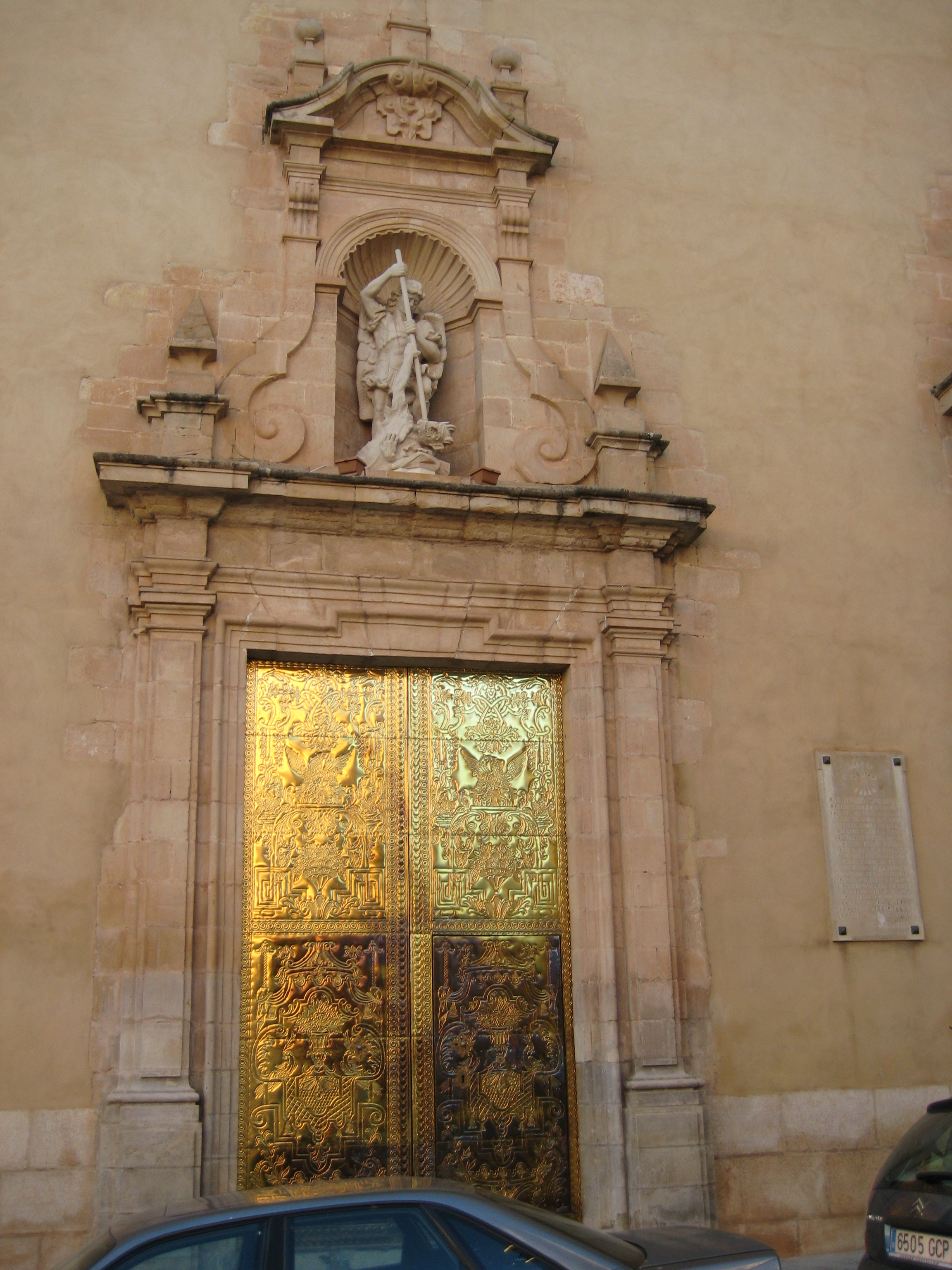
Portada lateral de Sant Miquel Arcàngel

### Façana
La façana està rematada per una cornisa mixtilínia amb pinacles de boles, i en el centre, una espadanya. Presenta tres portades que, disposades simètricament, es corresponen amb les tres naus del temple, essent la central més monumental que les dues laterals. Per damunt de la central hi ha una finestra i un ull de bou per il·luminar l'interior.
La portada central està articulada en dos cossos. En l'inferior, l'obertura d'arc de llinda està emmarcada per parelles de pilastres toscanes, les quals sostenen un entaulament amb el fris llis excepte en el centre, on es representa l'escut de la població, el qual excedeix per sota, trencant l'arquitrau, i per dalt, corbant la cornisa.
El cos superior està centrat en una fornícula amb la imatge de la titular del temple, flanquejada per dues parelles de pilastres, sobre les quals es carrega un senzill entaulament coronat per un frontó curvilini rematat per pitxers.
Les portades laterals també presenten dos cossos. L'inferior està centrat per una obertura d'arc de llinda flanquejada per pilastres toscanes que sostenen un entaulament senzill. I el superior, amb una fornícula apetxinada coberta per un entaulament sostingut per mènsules i coronat per un frontó curvilini. Les fornícules estan ocupades pels sants patrons de la població, en el costat de l'Evangeli, Sant Miquel Arcàngel, i en el costat de l'Epístola, Sant Hermolau de Nicomèdia.

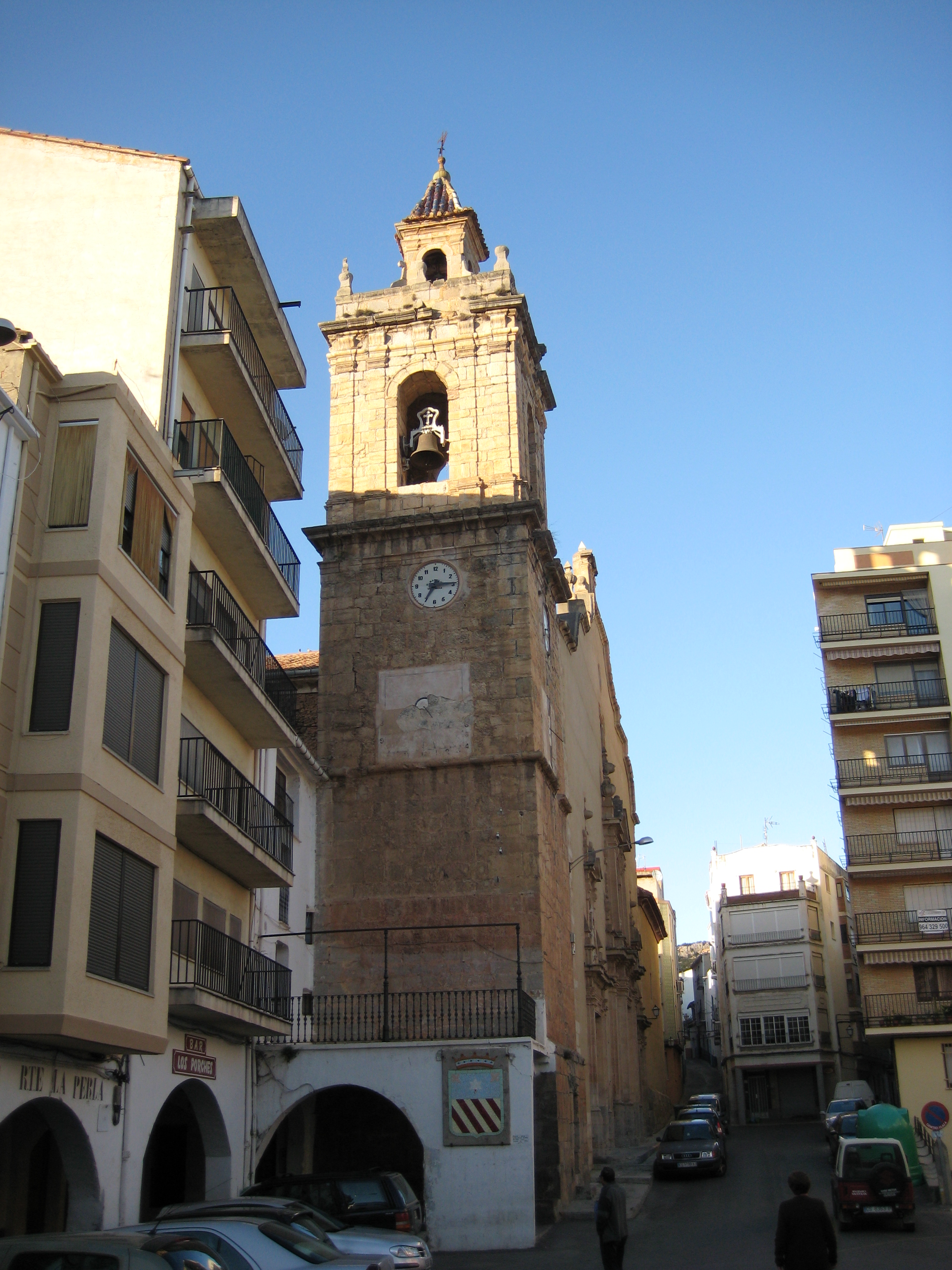
Campanar

### Campanar
La torre campanar, adossada als peus de l'església, al costat de l'Evangeli, presenta planta quadrada, amb tres cossos separats per cornises. Els dos primers cossos són massissos, mentre que el superior, presenta obertura de mig punt en cada cara flanquejada per parelles de pilastres dòriques, i es corona per una barana amb pinacles en els cantons. Per damunt, un edicle de planta quadrada amb obertures de mig punt en cada cara emmarcades per pilastres amb coberta piramidal de teules vidriades.

## Museu parroquial
Situat al subsòl del temple, a l'interior d'una cripta, fou inaugurat l'any 1965, del qual destaquen:
- Retaule de Sant Antoni Abat (segle xv), de Miquel Esteve, format per predel·la, cos central i àtic, amb guardapols. Prové de l'ermita de Sant Antoni de la Pedrenyera.
- Verge amb el Nen (principis segle xvi). Marbre blanc. Obradors italians.
- Creu processional (1420-1440). Argent daurat i repussat sobre ànima de fusta, amb elements de foneria i restes d'esmalts. Punxó de Morella.
- Copó-arqueta (darreries segle xv). Argent sobredaurat, repussat i cisellat. Elements de foneria i esmalts opacs. Punxó de València. Conegut com el barquillo.
- Reliquiari de Sant Hermolau (segle xvi). Reliquiari antropomòrfic que representa l'avantbraç, fet amb argent sobredaurat, repussat, cisellat i metall. Punxó de València.
- Reliquiari Lignum Crucis (principis segle xvi). Reliquiari en forma de creu fet amb argent sobredaurat, repussat, cisellat; elements de fosa, i aplic de pedres. Punxó de València.